# سل أسفل (خصب)
سل اسفل منطقة سكنية تقع في ولاية خصب، التابعة لمحافظة مسندم في سلطنة عمان. يقدر عدد سكانها بـ 202 نسمة حسب إحصاء عام 2010 التابع للمركز الوطني للإحصاء والمعلومات الحكومي. رمز المنطقة هو 30120150. وتعيش في المنطقه اولاد زيد منصور الخنزوري

## الوصلات الخارجية
- المركز الوطني للإحصاء والمعلومات، سلطنة عمان